# Pombal (Carrazeda de Ansiães)
Pombal is een plaats (freguesia) in de Portugese gemeente Carrazeda de Ansiães en telt 404 inwoners (2001).